# Итала (Месина)
Итала (итал. Itala) је насеље у Италији у округу Месина, региону Сицилија.
Према процени из 2011. у насељу је живело 483 становника. Насеље се налази на надморској висини од 200 м.

## Становништво
| 1936. | 1951. | 1961. | 1971. | 1981. | 1991. | 2001. | 2011. |
| ----- | ----- | ----- | ----- | ----- | ----- | ----- | ----- |
| 2.365 | 2.349 | 1.976 | 1.820 | 1.766 | 1.813 | 1.692 | 1.663 |